# Einar Molland
Einar Molland, född den 11 mars 1908 i Kristiania (nuvarande Oslo), död där den 5 november 1976, var en norsk teolog.
Molland började studera teologi 1926, blev candidatus theologiae 1932, var därefter universitetsstipendiat, innan han blev professor i kyrkohistoria 1939 vid universitetet i Oslo. Han var medlem av Kringkastingsrådet 1956–1963. Molland var ledamot av Det Norske Videnskaps-Akademi 1946 och av Det Kongelige Norske Videnskabers Selskab 1960. Han tilldelades Fridtjof Nansens belønning for fremragende forskning 1961 och utnämndes till riddare av första klassen av Sankt Olavs orden samma år. Han promoverades till hedersdoktor vid Uppsala universitet 1962.